# ماناهنز (تگزاس)
ماناهنز، تگزاس(به انگلیسی: Monahans, Texas) شهری در ایالت تگزاس از ایالات جنوبی ایالات متحده آمریکا است. در سرشماری سال ۲۰۰۰، جمعیت این شهر ۶۸۲۱ نفر اعلام شد.